# Завалла (Техас)
Завалла (англ. Zavalla) — місто (англ. city) в США, в окрузі Анджеліна штату Техас. Населення — 603 особи (2020).

## Географія
Завалла розташована за координатами 31°9′30″ пн. ш. 94°25′8″ зх. д. / 31.15833° пн. ш. 94.41889° зх. д. (31.158466, -94.418918).  За даними Бюро перепису населення США в 2010 році місто мало площу 5,44 км², з яких 5,41 км² — суходіл та 0,04 км² — водойми.

## Демографія
Згідно з переписом 2010 року, у місті мешкало 713 осіб у 289 домогосподарствах у складі 196 родин. Густота населення становила 131 особа/км².  Було 368 помешкань (68/км²).
Расовий склад населення:
| - 97,1 % — білих - 0,7 % — корінних американців - 0,7 % — чорних або афроамериканців |

До двох чи більше рас належало 1,0 %. Частка іспаномовних становила 1,4 % від усіх жителів.
За віковим діапазоном населення розподілялося таким чином: 26,5 % — особи молодші 18 років, 57,2 % — особи у віці 18—64 років, 16,3 % — особи у віці 65 років та старші. Медіана віку мешканця становила 39,8 року. На 100 осіб жіночої статі у місті припадало 93,2 чоловіків;  на 100 жінок у віці від 18 років та старших — 93,4 чоловіків також старших 18 років.
Середній дохід на одне домашнє господарство  становив 42 097 доларів США (медіана — 28 500), а середній дохід на одну сім'ю — 44 268 доларів (медіана — 32 083). За межею бідності перебувало 35,2 % осіб, у тому числі 39,3 % дітей у віці до 18 років та 2,1 % осіб у віці 65 років та старших.
Цивільне працевлаштоване населення становило 284 особи. Основні галузі зайнятості: освіта, охорона здоров'я та соціальна допомога — 24,6 %, мистецтво, розваги та відпочинок — 19,4 %, будівництво — 10,2 %, роздрібна торгівля — 8,5 %.